# Brenda Ann Spencer
Brenda Ann Spencer (født 3. april 1962 i San Diego, Californien i USA) er en amerikansk morder, som dræbte to mennesker og sårede ni andre ved en skudepisode, mandag den 29. januar 1979, ved Grover Cleveland Elementary School i San Diego. Hun var på det tidspunkt 16 år gammel.
Brenda Ann Spencer affyrede skuddene fra sin bopæl, der lå umiddelbart overfor skolen. Geværet, hun benyttede, var en gave fra hendes far. Hun havde ønsket sig en radio men fik et gevær. Da hun efterfølgende blev spurgt, hvorfor hun havde skudt, svarede hun: "I don't like Mondays; this livens up the day." ("Jeg kan ikke lide mandage; dette liver dagen op.")
I oktober 1979 blev Brenda Ann Spencer dømt til at afsone mellem 25 års fængsel og livstid i henhold til den amerikanske straffelov. Hun afsoner straffen i California Institution for Women i Chino, Californien. Brenda Ann Spencer har siden 1993 søgt om prøveløsladelse fire gange, men hendes ansøgning er blevet afslået hver gang. Senest i 2009 hvor hun også blev afslået. Næste gang hun kan ansøge er i år 2019. Hun har brugt undskyldninger som at hun var påvirket, da hun udførte massakren.
Brenda Ann Spencers mangel på anger, og den ligeledes manglende forklaring på skuddene, inspirerede den irske rockgruppe The Boomtown Rats til at udgive sangen "I Don't Like Mondays" i sommeren 1979, som blev et stort hit.